# Iglesia de San Juan (Santibánez de la Fuente)
La iglesia de San Juan Bautista de Riomera es un templo situado en la localidad de Santibáñez de la Fuente en el concejo asturiano de Aller.

## Descripción
La iglesia se fundó a finales del siglo XIII en la cercana Corrada de Río Mera siendo trasladada posteriormente al emplazamiento actual debido a una catástrofe natural desconocida. El templo presenta factura de estilo románico tardío de finales del siglo XIII con posteriores modificaciones. Sus donantes fueron las familias Quirós y Solís, cuyos escudos aparecen en el templo.
La edificación presenta los rasgos habituales de este tipo de construcciones rurales populares, de nave única. Los materiales son pobres por lo que la iglesia está revocada y no presenta piezas de sillería. En el ábside se pueden observar pinturas en mal estado de conservación ya que estuvieron tapadas con cal durante muchos años. Destacan dos capiteles que se sitúan en el arco que separa el ábside]de la nave.
En la sacristía se en encuentran los restos tapiados de una antigua puerta. En el centro de la nave se sitúa una pequeña capilla que contiene una imagen gótica y otra románica así como un retablo de marcos barrocos. En el templo también se contemplan las figuras de San Roque con su perro y San Blas.
En la parte exterior de la iglesia se encuentra situado el tejo de Santibáñez de la Fuente, declarado monumento natural.
La iglesia fue declarada Monumento Histórico Artístico en 1972.

## Galería

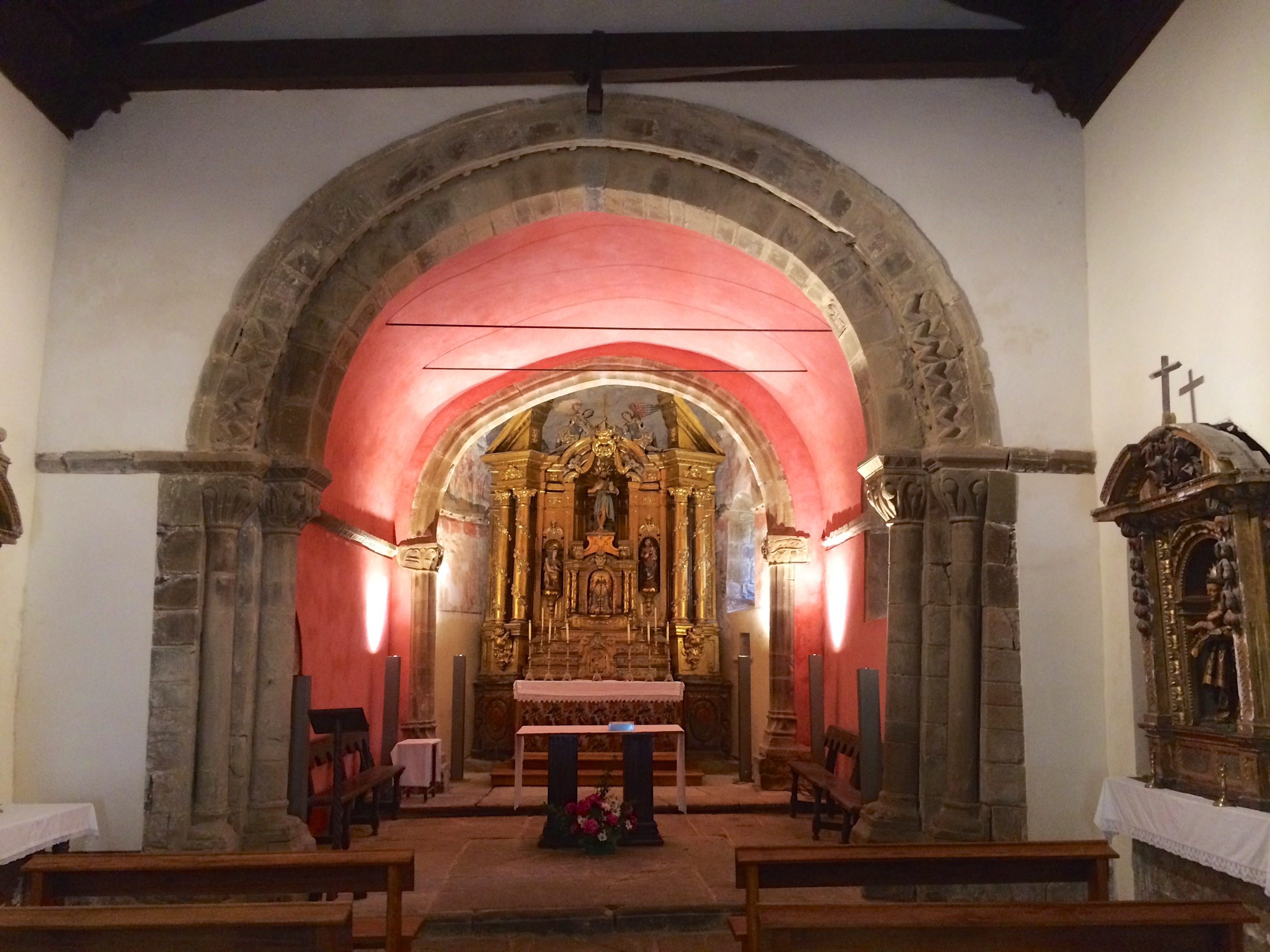
Arco triunfal y altar mayor
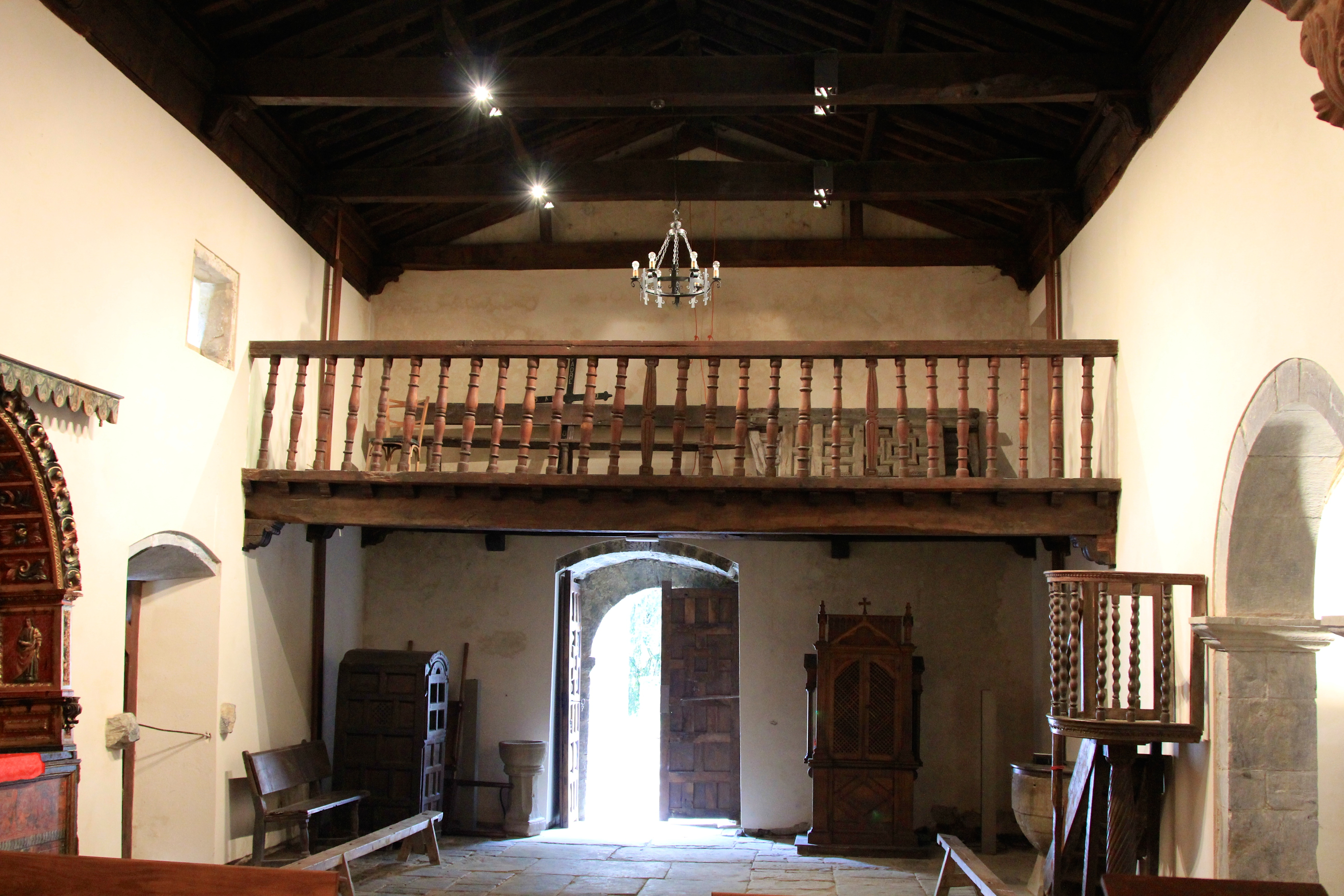
Coro
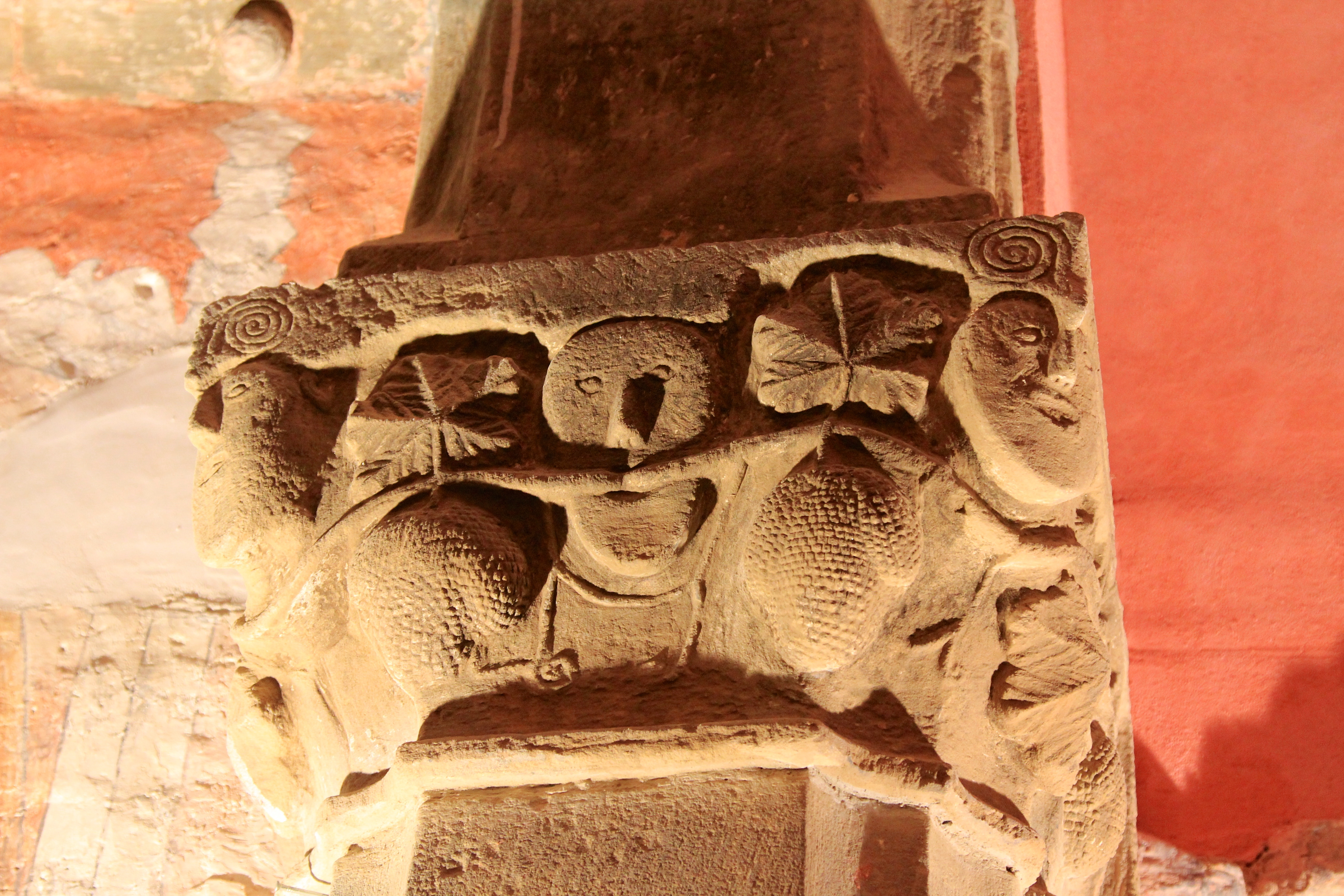
Capitel
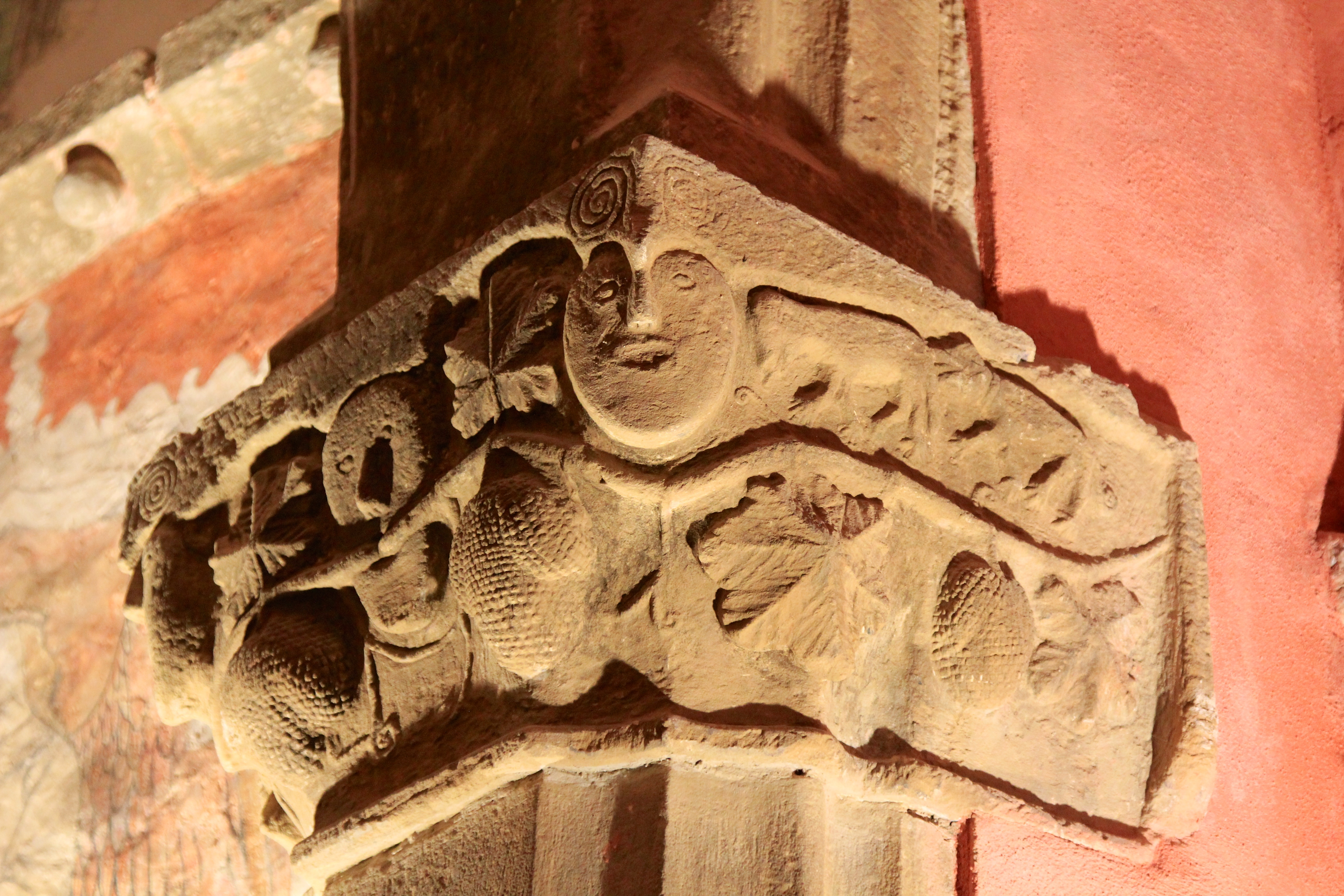
Capitel en detalle
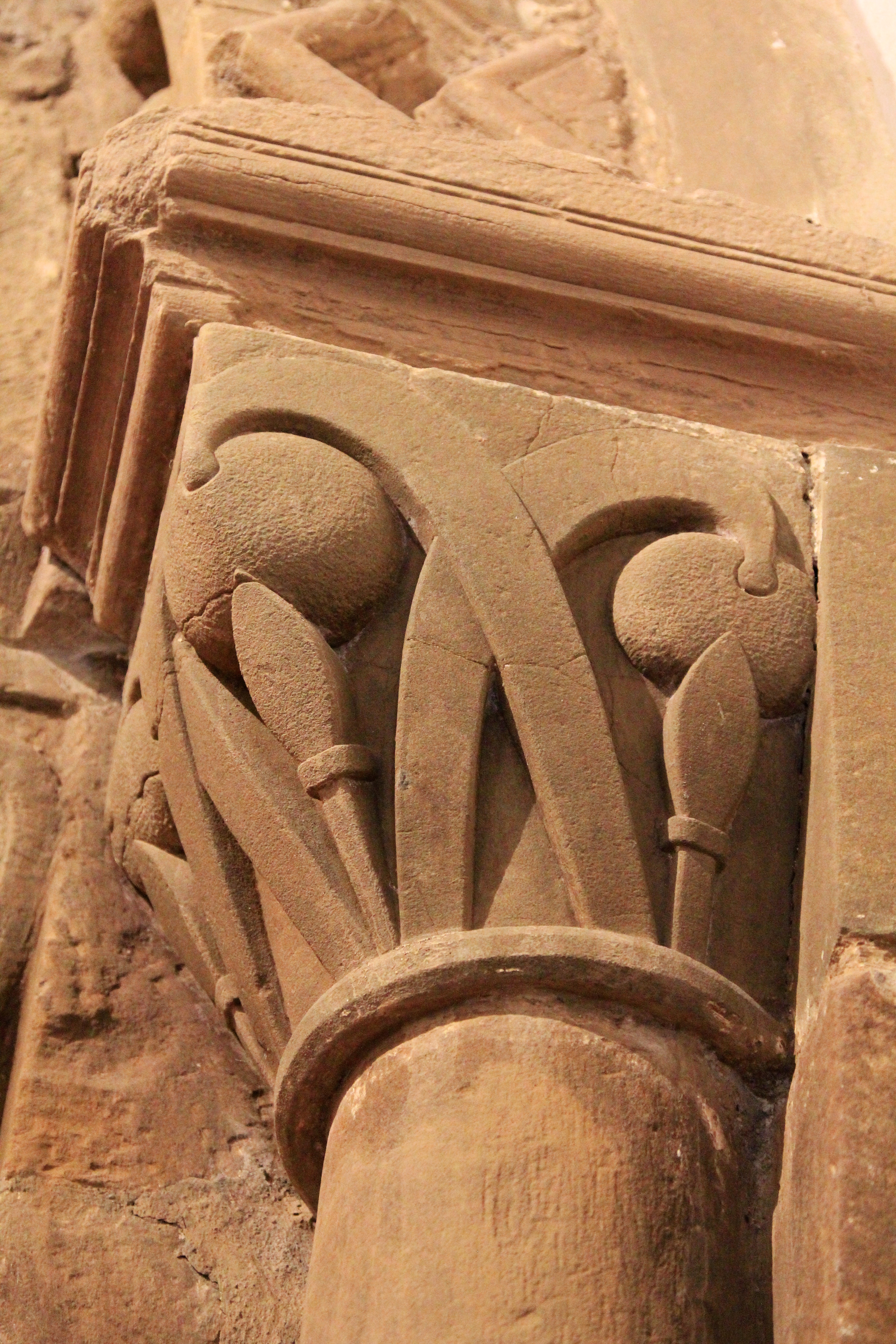
Captiel
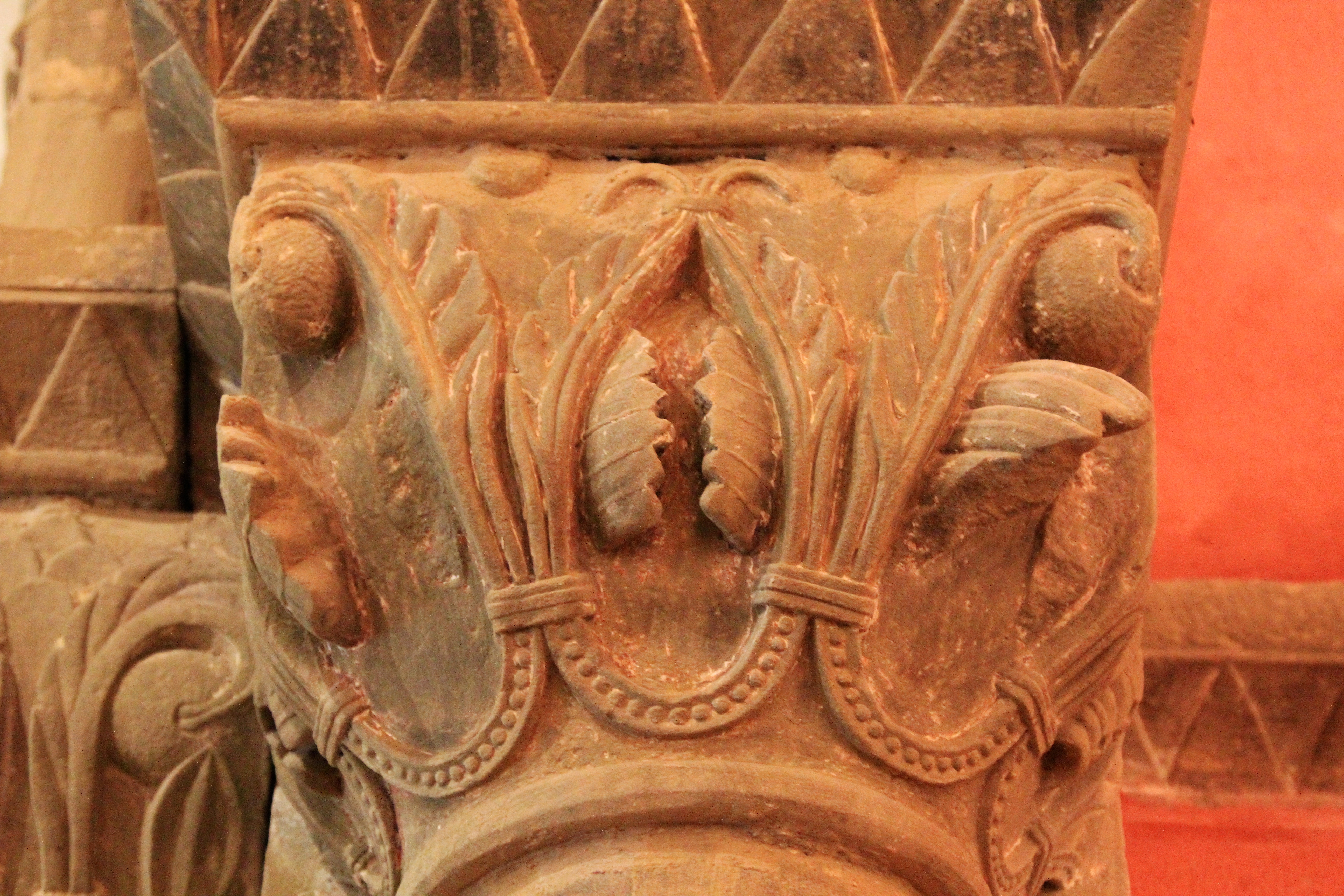
Capitel